# Onthophagus zavreli
Onthophagus zavreli är en skalbaggsart som beskrevs av Vladimir Balthasar 1935. Onthophagus zavreli ingår i släktet Onthophagus och familjen bladhorningar. Inga underarter finns listade i Catalogue of Life.